# گوستاف بویوی
گوستاف بویوی (انگلیسی: Gustaf Boivie; ۲۷ نوامبر ۱۸۶۴ – ۱۲ ژانویهٔ ۱۹۵۱) تیرانداز اهل سوئد بود.
وی در مسابقات کشوری و بین‌المللی در مجموع برندهٔ ۱ مدال طلا شده‌است.